# Dekanat lubański
Dekanat lubański – jeden z siedmiu dekanatów wchodzących w skład eparchii słuckiej Egzarchatu Białoruskiego Patriarchatu Moskiewskiego.

## Parafie w dekanacie
- Parafia Przemienienia Pańskiego w Dorosinie
  - Cerkiew Przemienienia Pańskiego w Dorosinie
- Parafia Opieki Matki Bożej w Kuźmiczach
  - Cerkiew Opieki Matki Bożej w Kuźmiczach
- Parafia Kazańskiej Ikony Matki Bożej w Lubaniu
  - Cerkiew Kazańskiej Ikony Matki Bożej w Lubaniu
- Parafia Przemienienia Pańskiego w Lubaniu
  - Cerkiew Przemienienia Pańskiego w Lubaniu
- Parafia św. Mikołaja Cudotwórcy w Małych Grodziaciczach
  - Cerkiew św. Mikołaja Cudotwórcy w Małych Grodziaciczach
- Parafia Narodzenia Najświętszej Maryi Panny w Osowcu
  - Cerkiew Narodzenia Najświętszej Maryi Panny w Osowcu
- Parafia Zaśnięcia Najświętszej Maryi Panny w Rzeczeniu
  - Cerkiew Zaśnięcia Najświętszej Maryi Panny w Rzeczeniu
- Parafia św. Eufrozyny Połockiej w Sosnach
  - Cerkiew św. Eufrozyny Połockiej w Sosnach
- Parafia Świętej Trójcy w Talu
  - Cerkiew Świętej Trójcy w Talu
- Parafia Świętych Cyryla i Metodego w Urzeczu
  - Cerkiew Świętych Cyryla i Metodego w Urzeczu
- Parafia św. Mikołaja Cudotwórcy w Urzeczu
  - Cerkiew św. Mikołaja Cudotwórcy w Urzeczu
- Parafia św. Natalii w Zakalnem
  - Cerkiew św. Natalii w Zakalnem

## Galeria

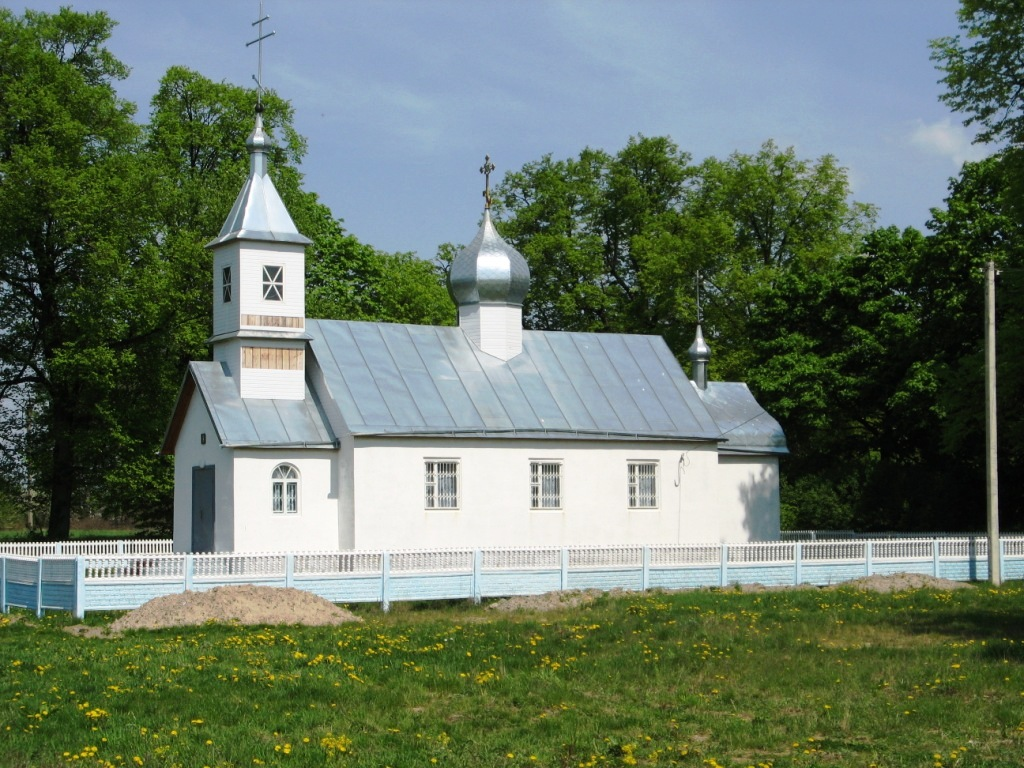
Cerkiew Przemienienia Pańskiego w Dorosinie
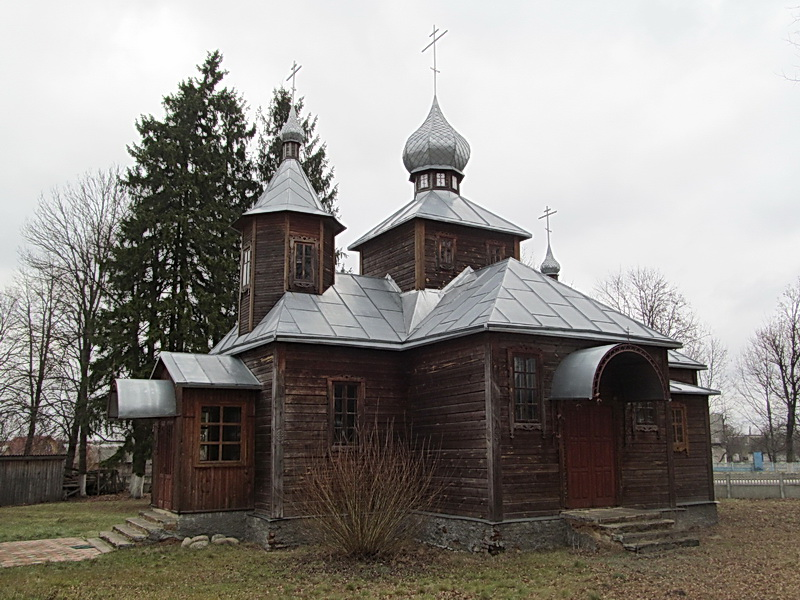
Cerkiew Narodzenia Najświętszej Maryi Panny w Osowcu
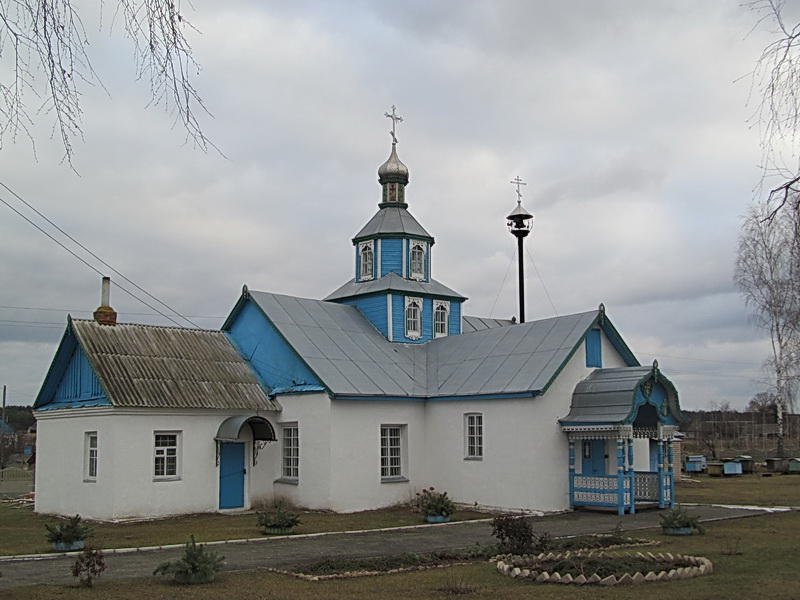
Cerkiew Świętej Trójcy w Talu